# Les Halliennales
 (juillet 2014).
Les Halliennales sont un salon annuel créé en 2012 à l'occasion de la troisième saison de Lille 3000 intitulée Fantastic. Elles se tiennent le premier samedi d'octobre près de Lille, à Hallennes-lez-Haubourdin dans le Nord. Il s'agit d'un salon littéraire thématique consacré aux littératures fantastiques (à savoir : Fantastique, Fantasy, Science-fiction, anticipation, réalisme magique, etc.)

## Organisation
Le salon est conjointement organisé par la mairie d'Hallennes-lez-Haubourdin et la société eXquisMen (jusqu'en 2015 inclus), la société Orcus Événements (jusqu'en 2020 inclus), la société Espaces comprises, à sa tête Maxime Gillio et Sophie Jomain (jusqu'en 2023), puis la société DBpro.
L'événement se déroule sur le Complexe Pierre de Coubertin et la salle de spectacles des Lucioles. Au programme : dédicaces, rencontres avec les auteurs, conférences, débats, marché fantastique et ses artisans, spectacles, concours de cosplay, présentation de jeux de rôle, animations diverses, etc.
L’entrée des Halliennales est libre et gratuite.

### Auteurs invités
Une quarantaine d'auteurs, dessinateurs de BD et illustrateurs sont présents lors de chaque édition du salon, parmi lesquels :
Eli Anderson, Ayerdhal, Georgia Caldera, Jeanne-A Debats, Jeanne Faivre d'Arcier, Estelle Faye, Gilles Francescano, Mathieu Gaborit, Pierre Grimbert, Icar, Sophie Jomain, David S. Khara, Frédéric Mars, Carina Rozenfeld, Jacques Sirgent, Magali Ségura (auteurs présents en 2013).

### Les parrains
- 2024 : Sophie Jomain
- 2023 : Georgia Caldera
- 2022 : Victor Dixen
- 2021 : Jean-Luc Marcastel
- 2019 : Christelle Dabos
- 2018 : Yves Grevet
- 2017 : Sire Cedric
- 2016 : Fabien Clavel
- 2015 : Samantha Bailly
- 2014 : Jean-Luc Bizien
- 2013 : Cassandra O'Donnell
- 2012 : David S. Khara

### Les thèmes
- 2024 : Héros et Héroïnes
- 2023 : Young Adult
- 2022 : Gaïa
- 2021 : 9 3/4
- 2019 : Eldorado
- 2018 : La jeunesse éternelle[3]
- 2017 : Frisson
- 2016 : Les Zombies
- 2014 : La Magie (Fantasy)
- 2013 : Le Temps (Steampunk)[4]
- 2012 : Les Vampires (fantasy urbaine)[5]

### L'affiche
L'affiche des Halliennales est dessinée chaque année par un illustrateur différent. Elle représente systématiquement une jeune femme en accord avec le thème de l'année.
Auteurs des affiches :
- 2024 : Tiphs
- 2023 : Marie-Laure Barbey
- 2022 : Rébecca Dautremer
- 2021 : Brian Merant
- 2019 : Nicolas Jamonneau
- 2018 : Hélène Largaigt
- 2017 : Aurélien Police
- 2016 : Miésis
- 2015 : Magali Villeneuve
- 2014 : Olivier Peru
- 2013 : Gilles Francescano
- 2012 : Michel Borderie

### Le Prix des Halliennales
Depuis 2014, un prix est décerné chaque année à partir d'une sélection de romans sortis depuis la dernière édition. 
Lauréats du Prix des Halliennales :
- 2024 : Sacha Morage pour La Voix de la vengeance
- 2023 : Margot Dessenne pour Absolu - les mobilisés
- 2022 : Alexiane De Lys pour Thiziri
- 2021 : Ellie S Green pour Steam Sailors T1 : L’Héliotrope
- 2020 : Pascaline Nolot pour Rouge
- 2019 : Adrien Tomas pour Engrenages et sortilèges
- 2018 : Morgane Caussarieu pour Rouge Toxic
- 2017 : Clément Bouhélier pour Chaos
- 2016 : Rod Marty pour Les Enfants de Peakwood
- 2015 : Aurélie Wellenstein pour Le Roi Fauve
- 2014 : Gabriel Katz pour La Maîtresse de guerre